# Casa do Cais
Casa do Cais (ou #CasaDoCais) é uma websérie portuguesa de comédia exibida em 2018 pela RTP Lab e transmitida na RTP Play e no YouTube.
Esta foi a primeira série LGBT a ser feita em Portugal por uma estação de televisão portuguesa, neste caso, a RTP, a estação estatal portuguesa, tendo a transmissão da série sido remetida apenas às plataformas online da estação.
Logo após a divulgação do trailer da série, a mesma acabou por sofrer de imensos comentários negativos e xenófobos na caixa de comentários do vídeo no YouTube, mesmo antes da série ter estreado.
Após a estreia, a série acabou por ser muito elogiada, não só pela forma como retrata a realidade de muitos jovens, mas também por ser algo de diferente do que já foi feito em Portugal, tendo acabado por receber elogios de algumas personalidades. A série acabou por conseguir chegar aos trendings do YouTube, e aos trends do Twitter, durante alguns dias, após a exibição de cada episódio.
Após a exibição da primeira temporada, e devido ao seu impacto e receção por parte do público, a série acabou por ser renovada para uma segunda temporada, com estreia marcada para 20 de janeiro de 2020. Desta vez, está prevista a transmissão através da RTP Play.

## Sinopse
A série retrata a vida de Ema, que deixa a casa dos pais no Entroncamento e passa a viver em Lisboa, atrás dos seus sonhos e de algum trabalho que lhe permita sobreviver. Lara, Jay e Alex esperam-na em Lisboa num quotidiano atribulado, apaixonante e inesperado.

## Elenco
| Ator/Atriz       | Personagem |
| ---------------- | ---------- |
| Ana Correia      | Ema        |
| Francisco Soares | Jay        |
| André Mariño     | Alex       |
| Soraia Carrega   | Lara       |
| Helena Amaral    | Beatriz    |

### Elenco adicional
- Laura Morais da Silva - Amiga na Mesa do Café / Cliente Café da Lara / Rapariga Flirt
- Pedro Ferreira - Homem Jardim / Homem Zangado / Power Ranger Branco / Voz Date Alexandre
- Daniela Cardoso - Assistente de Casting / Beta
- Zé Pedro Ramos - Chefe Entrevista de Emprego
- Andreia Pereira da Silva - Rapariga Engate
- Brandão de Mello - Rapaz Tinder
- Daniel Alexandre (Dias da Silva) - Rapaz Casting
- Mauro Hermínio - Artur
- Emma Saints - Rapariga Make-Up
- Henrique Gomes - Bêbado Tarado / Polícia
- Miguel Leão - Freak
- Ana Lopes - Amiga na Mesa do Café
- António Almeida - Date Alex / Director de Casting
- Miguel Rosendo Linares - Segurança
- Carolina Carvalhais - Solitária na Mesa do Café
- Luís Garcia - Miguel
- João Esteves - Cravas
- Jafar Dos Santos - DJ Moustache
- Raquel Lima - Namorada do Nuno
- Susana Chaby Lara - Bartender
- Tomás Nunes - Nuno

## Resumo
| Resumo | Resumo         | Episódios      | Episódios      | Originalmente exibido | Originalmente exibido |
| Resumo | Resumo         | Episódios      | Episódios      | Estreia da temporada  | Final da temporada    |
| ------ | -------------- | -------------- | -------------- | --------------------- | --------------------- |
|        | 1              | 10             | 10             | 15 de janeiro de 2018 | 26 de março de 2018   |
|        | Especial       | Especial       | Especial       | 12 de março de 2018   | 12 de março de 2018   |
|        | Curta-metragem | Curta-metragem | Curta-metragem | 31 de outubro de 2018 | 31 de outubro de 2018 |
|        | 3              | 10             | 10             | 20 de janeiro de 2020 | 16 de março de 2020   |

## Episódios

### 1.ª Temporada (2018)
| #  | ## | Título          | Dirigido por | Escrito por | Exibição original       |
| -- | -- | --------------- | ------------ | ----------- | ----------------------- |
| 1  | 1  | "#CasaDoCaos"   | ASA          | ASA         | 15 de janeiro de 2018   |
| 2  | 2  | "#Adulting"     | ASA          | ASA         | 22 de janeiro de 2018   |
| 3  | 3  | "#NewHousemate" | ASA          | ASA         | 29 de janeiro de 2018   |
| 4  | 4  | "#EuNunca"      | ASA          | ASA         | 5 de fevereiro de 2018  |
| 5  | 5  | "#NightOut"     | ASA          | ASA         | 12 de fevereiro de 2018 |
| 6  | 6  | "#TendaDoCais"  | ASA          | ASA         | 19 de fevereiro de 2018 |
| 7  | 7  | "#DoubleDate"   | ASA          | ASA         | 26 de fevereiro de 2018 |
| 8  | 8  | "#Loladas"      | ASA          | ASA         | 5 de março de 2018      |
| 10 | 9  | "#TouNaMerda"   | ASA          | ASA         | 19 de março de 2018     |
| 11 | 10 | "#EAgora?"      | ASA          | ASA         | 26 de março de 2018     |

### Especial (2018)
| # | ##       | Título      | Dirigido por | Escrito por | Exibição original   |
| - | -------- | ----------- | ------------ | ----------- | ------------------- |
| 9 | Especial | "#Bloopers" | ASA          | ASA         | 12 de março de 2018 |

### Curta-metragem (2018)
| Título                             | Dirigido por | Escrito por | Exibição original     |
| ---------------------------------- | ------------ | ----------- | --------------------- |
| "I'm not a Ghost, not yet a Demon" | ASA          | ASA         | 31 de outubro de 2018 |

### 2.ª Temporada (2020)
| # | ## | Título                  | Dirigido por          | Escrito por                                                                                               | Exibição original       |
| --- | -- | ----------------------- | --------------------- | --- | ----------------------- |
| 12 | 1  | "#AfterParty"           | Ana "PEPERAN" Correia | Ana "PEPERAN" Correia, André Mariño, Francisco "KIKOISHOT" Soares, Helena Amaral, Soraia "DJUBSU" Carrega | 20 de janeiro de 2020   |
| Cada um dos membros do grupo de amigos acorda numa parte diferente da cidade, tontos e confusos, sem saber como chegaram lá. Reúnem-se ao lado de sua nova casa quando percebem que perderam as chaves. Terão que tentar lembrar-se de tudo da noite anterior para saber onde estavam as chaves e tentar entrar na casa. A jornada de lembrar a noite anterior irá surpreendê-los, com os amigos a perceber todas as coisas malucas que fizeram na noite anterior. |    |                         |                       | |                         |
| 13 | 2  | "#QueSeca"              | Ana "PEPERAN" Correia | Ana "PEPERAN" Correia, André Mariño, Francisco "KIKOISHOT" Soares, Helena Amaral, Soraia "DJUBSU" Carrega | 20 de janeiro de 2020   |
| Os amigos acordam e percebem que a água foi cortada. Lara e Bia vão à Empresa das Águas para tentar resolver o problema e têm que enfrentar a terrível realidade de tentar resolver problemas de adultos. Alex está a trabalhar num bar de motards, completamente descontextualizado. Jay e Ema ficam em casa e percebem que precisam de usar a internet, então tentam descobrir a senha do vizinho indo a casa dele sob o pretexto de que Ema precisa usar a casa de banho, enquanto Jay distrai o vizinho. |    |                         |                       | |                         |
| 14 | 3  | "#StandUp"              | Ana "PEPERAN" Correia | Ana "PEPERAN" Correia, André Mariño, Francisco "KIKOISHOT" Soares, Helena Amaral, Soraia "DJUBSU" Carrega | 27 de janeiro de 2020   |
| O grupo de amigos tem um dia conturbado. Lara é despedida. Ema tem de lidar com o seu chefe machista e a exploração profissional no mercado de trabalho, Jay fica preso num elevador com o seu encontro e Beatriz e Alexandre fazem uma visita estranha a uma sex shop. O dia acaba num bar com Lara a pegar num microfone a meio do seu mental breakdown por ter sido despedida e a confessar tudo sobre a sua vida. Surpreendentemente, o seu discurso acaba por chamar a atenção de um homem que a convida a fazer stand-up comedy. |    |                         |                       | |                         |
| 15 | 4  | "#FomosMinadxs"         | Ana "PEPERAN" Correia | Ana "PEPERAN" Correia, André Mariño, Francisco "KIKOISHOT" Soares, Helena Amaral, Soraia "DJUBSU" Carrega | 3 de fevereiro de 2020  |
| Ema tem que superar um desafio muito importante no trabalho, que poderá ser decisivo para a sua permanência na empresa. O grupo de amigos faz uma festa de aniversário surpresa para Jay. Música alta, bebidas, drogas e todos os tipos de entretenimento que se pode querer numa festa são os ingredientes perfeitos para a noite complicada que se segue. Ema diz a Jay e Alex que gosta de Beatriz. Os convidados estão todos drogados, há uma bolsa de droga perdida na casa, o vizinho está incomodado com o barulho, um dealer furioso. Tudo isto acontece enquanto Jay está a perceber que talvez o date dele é machista e o resto dos seus amigos tentam mantê-lo feliz enquanto escondem tudo o que está a correr mal na festa. |    |                         |                       | |                         |
| 16 | 5  | "#Detox"                | Ana "PEPERAN" Correia | Ana "PEPERAN" Correia, André Mariño, Francisco "KIKOISHOT" Soares, Helena Amaral, Soraia "DJUBSU" Carrega | 10 de fevereiro de 2020 |
| O grupo de amigos percebe que se precisam de acalmar, abandonar os seus vícios e ter mais estabilidade emocional. Para isso, eles decidem ir a um retiro espiritual por alguns dias. Quando chegam, percebem que estão muito mal preparados para essa missão. Eles têm dificuldade em alinharem-se com algumas das obrigações do retiro espiritual e suspeitam que estão inseridos em algo maior que um retiro espiritual: eles acham que estão numa seita. Tentam perceber aos poucos a verdade e acabam por estragar tudo. |    |                         |                       | |                         |
| 17 | 6  | "#ComingOut"            | Ana "PEPERAN" Correia | Ana "PEPERAN" Correia, André Mariño, Francisco "KIKOISHOT" Soares, Helena Amaral, Soraia "DJUBSU" Carrega | 17 de fevereiro de 2020 |
| Lara está super nervosa com a sua estreia num palco de stand-up comedy e aproveita tudo o que está à sua volta para escrever mais piadas. As coisas tornam-se sérias quando Ema recebe uma visita dos pais e conta aos amigos que ainda não saiu do armário. Em choque, Alex vê-se obrigado a fingir ser o namorado de Ema, enquanto que Jay tenta também superar os seus limites, maquilhando alguém que nunca pensou conhecer. |    |                         |                       | |                         |
| 18 | 7  | "#LoveHurts"            | Ana "PEPERAN" Correia | Ana "PEPERAN" Correia, André Mariño, Francisco "KIKOISHOT" Soares, Helena Amaral, Soraia "DJUBSU" Carrega | 24 de fevereiro de 2020 |
| Bia, Lara e Alex estão juntos na luta, num trabalho mal pago a entregar folhetos às pessoas que passam, quando Alex conhece Leonardo, aquele que poderá mudar de vez o seu coração tarado. Subitamente, Alex vê algo que irá mudar todo o curso desta casa. Marquem já uma consulta no vosso psicólogo, porque Alex vê Lara e Bia a beijarem-se. |    |                         |                       | |                         |
| 19 | 8  | "#PortuguêsClandestino" | Ana "PEPERAN" Correia | Ana "PEPERAN" Correia, André Mariño, Francisco "KIKOISHOT" Soares, Helena Amaral, Soraia "DJUBSU" Carrega | 2 de março de 2020      |
| É início do mês e já se sente aquela depressão e tensão no ar. Os cinco amigos estão novamente sem dinheiro para pagar a renda. Com os trabalhos temporários tão incertos e mal pagos, tentam pensar fora da caixa e arranjar soluções criativas para sobreviverem a mais um mês. Juntos decidem fazer um restaurante clandestino na sua própria casa. Até onde é que o desespero levará estes cinco amigos a conseguir o dinheiro que precisam? |    |                         |                       | |                         |
| 20 | 9  | "#CatFight"             | Ana "PEPERAN" Correia | Ana "PEPERAN" Correia, André Mariño, Francisco "KIKOISHOT" Soares, Helena Amaral, Soraia "DJUBSU" Carrega | 9 de março de 2020      |
| Pior do que ter que lidar com um chefe, é ter que lidar com a filha mimada do chefe. Ema vai ter que superar os limites da sua paciência se quiser manter o estágio. Lara e Bia estão super emocionadas ao perceberem que Alex poderá estar verdadeiramente apaixonado, mas vêem a sua paciência levada ao limite quando percebem que, tanto Alex como Jay, estão a fingir-se doentes para não terem que limpar a casa. |    |                         |                       | |                         |
| 21 | 10 | "#Amigxs4Ever"          | Ana "PEPERAN" Correia | Ana "PEPERAN" Correia, André Mariño, Francisco "KIKOISHOT" Soares, Helena Amaral, Soraia "DJUBSU" Carrega | 16 de março de 2020     |
| A vibe passivo-agressiva mantém-se na casa. Excepto Ema que tenta acalmar os ânimos e decide trancar Lara, Alex, Bia e Jay dentro da sala para os obrigar a falar sobre os seus problemas. A 'terapia' começa a resultar e, um a um, partilham os seus sentimentos mas, inevitavelmente, os egos falam mais alto e acabam por sair todos de casa zangados. Será que isto significa o fim da Casa Do Cais? |    |                         |                       | |                         |